# Капал (Жамбылская область)
Капа́л (ранее — Вороши́лово, каз. Қапал) — село в Жамбылском районе Жамбылской области Казахстана, входит в состав Жамбылского сельского округа. Код КАТО — 314043300.

## География
Село расположено в центральной части Жамбылского района, в 1,5 километрах к северо-западу от административного центра сельского округа села Шайкорык, в 15 километрах к юго-востоку от районного центра села Аса. Ближайшая железнодорожная станция Шайкорык — расположена в 2,6 километрах к юго-востоку от села (по дороге — 4,6 км). Соседние населённые пункты: Шайкорык к юго-востоку, Коныртобе в
1,6 километрах к юго-востоку, село им. Шакена Ниязбекова в 2 километрах к северу. Транспортное сообщение осуществляется посёлочными дорогами, с выходом на автодорогу КН-2 к югу. Высота центра населённого пункта — 574 метров над уровнем моря.

## Население
| Численность населения | Численность населения | Численность населения |
| 1989                  | 1999                  | 2009                  |
| --------------------- | --------------------- | --------------------- |
| 565                   | ↗572                  | ↗581                  |